# Janez Ljubljanski
Janez Ljubljanski (latinsko Johannes de Laybaco), slikar * (?), izpričan med 1433 in 1460.

## Življenje in delo
Bil je sin Friderika Beljaškega, od okoli 1440 ljubljanski meščan. Sprva je delal v očetovi delavnici na Koroškem, kjer je ustvaril prva samostojna dela. Očitno je imel tesnejše stike s cistercijani in je na Kranjskem delal po naročilih stiškega samostana. Njegove najbolj znane podpisane in datirane freske so na gotski cerkvi sv. Nikolaja na Visokem pod Kureščkom (1443) in Muljavi (1456). Samo datirane pa so na Kamnem vrhu pri Ambrusu (1459). Med njegova samostojna dela štejejo poslikave v samostanu v Stični in cerkvah v Metnaju in Mačkovcu, skupaj s slikarji iz svoje delavnice je slikal v Troščinah in v podružnišni cerkvi sv. Nikolaja v Žužemberku. V krog njegove delavnice se štejejo tudi freske v Mengšu in romarski cerkvi Marijinega oznanjenja v Crngrobu, kjer je naslikal »Sveto Nedeljo« (okoli 1460).
Med freskami, ki mu jih lahko pripisujemo, je tudi cikel o življenju Marije Božje mati in Jezusu, ki je nastal okoli leta 1435 v podružnični cerkvi Šentlovrenc v Šentlovrencu pri Šenttomažu na Celovškem polju. Le ta je bil odkrit leta 1980 med restavratorskimi deli, pri čemer so domačini uspeli ohraniti v boju za domačo slovensko dediščino in kulturo fresko Jakoba Brolla s slovenskim napisom.
Janez Ljubljanski je iz Koroškega na Kranjsko posredoval pozni mehki slog, prežet s severnjaškimi ter češkimi in italijanskimi vplivi. Značilnost njegovega slikarstva so delavniška izurjenost, barvno plastično modeliranje in idealizirajoča umirjenost ter lepotnost figure; z ikonografskega vidika se kaže njegova prilagoditev konceptu poslikave kranjskega prezbiterija.